# Barakaldo Antzokia
El Teatro Barakaldo (espanyol) o Barakaldo Antzokia (èuscar) és un teatre situat en el carrer Juan Sebastián Elcano de Barakaldo, (Biscaia). Durant les dècades dels anys 60 i 70 del segle xx, el teatre va ser una plataforma d'exhibició de l'anomenat teatre independent.